# Sankofa

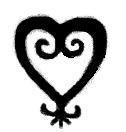
Il simbolo Adinkra per Sankofa

Sankofa si può riferire sia alla parola nella lingua akan del Ghana, che si può tradurre in italiano come "torna indietro e prendilo" (san - ritornare; ko - andare; fa - guardare, cercare e prendere) oppure al simbolo Asante Adinkra di un uccello con la testa rivolta indietro che prende un uovo dalla sua schiena, o un cuore stilizzato. Il simbolo è spesso associato al proverbio “Se wo were fi na wosankofa a yenkyi," che significa "non è sbagliato tornare indietro per quello che ti sei dimenticato."
Il sankofa appare frequentemente nell'arte tradizionale Akan, ed è stato adottato come un importante emblema della diaspora africana e afroamericana. È uno dei simboli adinkra più diffusi, utilizzato nella bigiotteria, nei tatuaggi, e negli abiti.

## Simbolismo Akan
Il popolo Akan del Ghana utilizza il simbolo Adinkra per rappresentare la stessa idea; in una delle varie versioni l'immagine è simile al simbolo orientale del cuore, mentre in un'altra versione è quella di un uccello che gira indietro la testa per prendere un uovo dalla sua schiena. Vuole simboleggiare qualcuno che prende dal passato ciò che c'è di buono e lo porta nel presente, per fare dei progressi positivi attraverso un uso saggio della passata esperienza. I simboli Adinkra sono usati dal popolo Akan per esprimere proverbi e altri concetti filosofici.
L'uccello Sankofa appare anche su alcuni sgabelli di legno intarsiati del popolo Akan, nei cosiddetti "Akan goldweights"(particolari pesi per le bilance), nei puntali degli ombrelli e parasoli di stato (ntuatire) di alcuni governanti e sui puntali dei bastoni di alcuni linguisti di corte. La sua funzione è quella di incoraggiare il mutuo rispetto e l'unità nella tradizione.

## L'uso del Sankofa nel Nord America

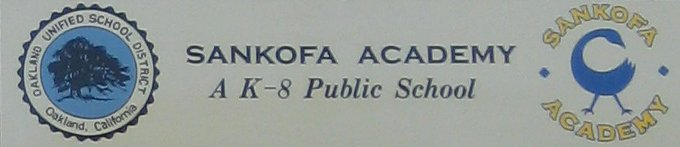
L'immagine sankofa è stata adottata da numerose organizzazioni afroamericane del Nord America.

Durante uno scavo a Lower Manhattan nel 1991, è stato scoperto un cimitero per gli africani, sia liberi che schiavi.  Sono stati identificati oltre 400 resti, ma fra le altre spiccava una bara in particolare. Il coperchio di legno era decorato con chiodi di ferro, 51 dei quali formavano un cuore enigmatico che poteva essere un Sankofa.
Il sito è oggi monumento nazionale, noto come African Burial Ground, gestito dal National Park Service. Una copia del disegno presente sul coperchio della bara è stata scolpita su una grande lastra di granito nero al centro del sito come memoriale.
Il Museo Nazionale della Storia e Cultura Afroamericana utilizza il simbolo a forma di cuore nel suo sito. Il "mouse over" dell'immagine recita, "Il Sankofa rappresenta l'importanza dell'imparare dal passato."
Simboli Sankofa sono comuni a Washington, in particolare nei disegni delle recinzioni.
Il Sankofa è un evento ideato dalla Saint Louis University per premiare gli studenti afroamericani laureati e gli studenti che si diplomano con una laurea in studi afroamericani.